# Dean DeLeo
Dean DeLeo (Newark, 23 agosto 1961) è un musicista statunitense, chitarrista della rock band Stone Temple Pilots.
Oltre alla sua attività di chitarrista degli Stone Temple Pilots, è stato membro dei gruppi Talk Show ed Army of Anyone.
Suo fratello Robert DeLeo è bassista degli Stone Temple Pilots.
Dean è solito usare nelle apparizioni dal vivo e in alcuni video musicali chitarre Gibson specialmente Les Paul come mostrato nel video del singolo Sex Type Thing degli Stone Temple Pilots.